# 住田修
住田 修（すみだ おさむ、1969年10月14日 - ）は、香川県出身の自転車ロードレース選手である。182cm、65kg。
香川県立三本松高等学校在学中に自転車競技を始め、立命館大学卒業後、シマノに入社。1996年アトランタオリンピック日本代表に選ばれる。個人ロードレースに出場し、結果は棄権。
その後はCCDキナン・バイクシステム、NEX-COLNAGOなど移籍を繰り返しつつ国内で活躍。
2006年、同じくアトランタ五輪代表だった安原昌弘が設立したマトリックスへ移籍。
2007年退団。自転車雑誌「ファンライド」に連載記事を持っていた。